# Bisbe cua de ventall
El bisbe cua de ventall (Euplectes axillaris) és un ocell de la família dels ploceids (Ploceidae).

## Hàbitat i distribució
Habita pantans, praderies i vegetació de ribera, al sud de Mali, Níger, nord de Nigèria, sud-oest de Camerun, República del Congo, República Centreafricana, sud-oest, sud, est i nord-est de la República Democràtica del Congo, sud de Txad, Sudan del Sud, oest d'Etiòpia i sud-oest de Somàlia, Ruanda, Burundi, Uganda, Kenya, Tanzània, sud de Zàmbia, Malawi, sud d'Angola, extrem nord-est de Namíbia, nord de Botswana, nord-est de Zimbabwe, Moçambic i sud-est de Sud-àfrica.